# Miqueliopuntia
Miqueliopuntia  (лат.) — монотипный род двудольных растений семейства Кактусовые (Cactaceae), включающий вид Miqueliopuntia miquelii (Monv.) F.Ritter. Этот род был выделен в 1980 году из рода Опунция (а также Цилиндропунция) немецким исследователем Фридрихом Риттером (по материалам чешского ботаника и собирателя кактусов Альберта Фрича). Ранее Курт Баккеберг в своём шеститомном труде «Die Cactaceae» причислял этот вид к роду Austrocylindropuntia с тем же видовым названием (miquelii).

## Распространение, описание

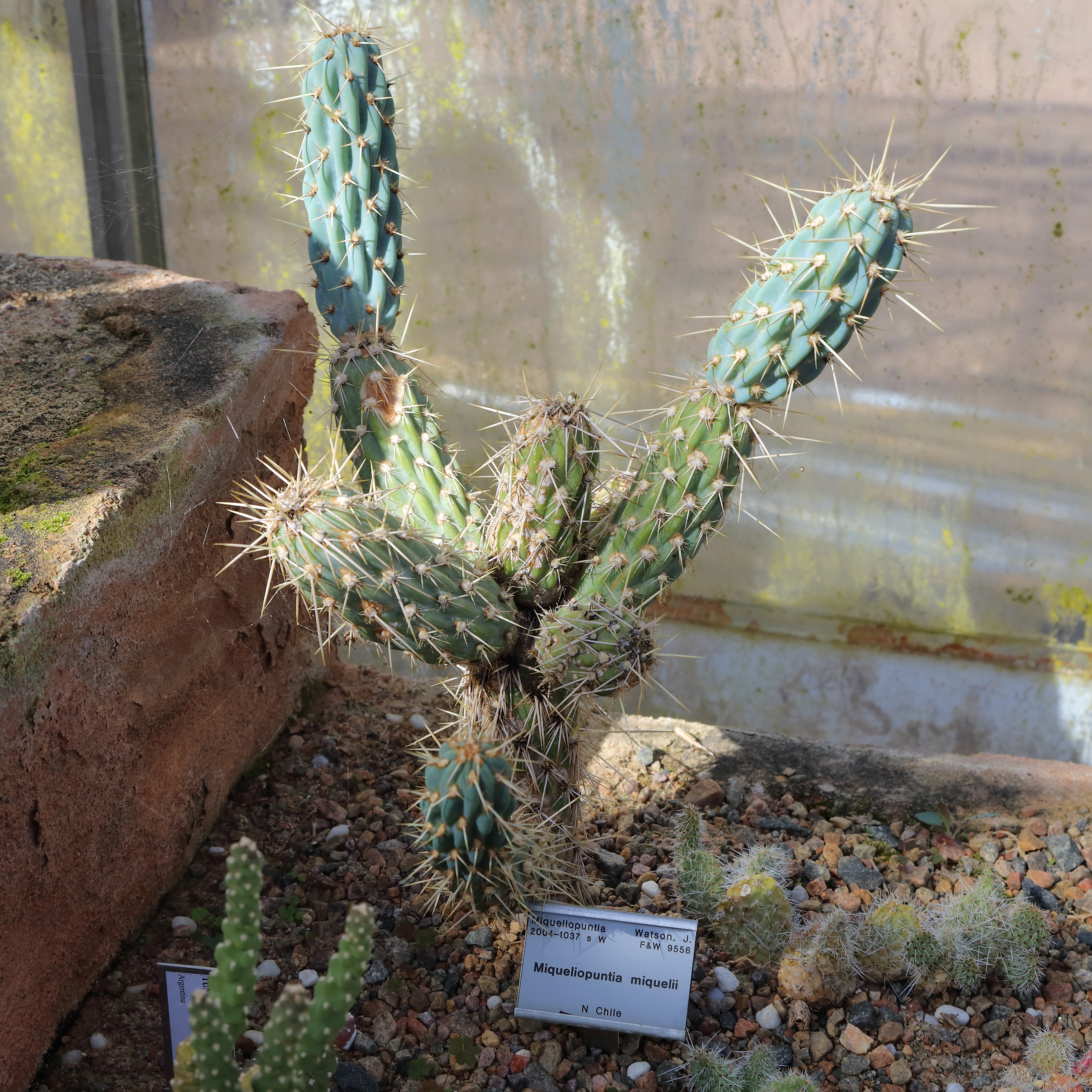
Общий вид растения из ботанического сада Гётеборга

Единственный вид является эндемиком Чили. Распространён на севере страны, в областях Атакама и Кокимбо.
Кустарники, растут колониями. Стебель сине-зелёного цвета, цилиндрической удлинённой формы, высотой 8—20 и диаметром до 6 см. Колючки цвета охры. Цветки крупные, в основном белого цвета, длиной 5—7 см. Плоды мясистые, жёлтого цвета, эллиптической формы; мякоть зелёная, содержит кислоту.

## Версии разных систематиков
В своём шеститомном фундаментальном труде «Die Cactaceae» Курт Баккеберг в целом поддержал систему классификации большого рода опунция, введённую в начале 1920-х годов Бриттоном и Роузом, которые выделили вид Opuntia miquelii в отдельный монотипный подрод (Reihe 2: Miquelinae Br. & R.), состоящий из одного этого вида. Однако Баккеберг переместил Opuntia miquelii вместе с секцией Miquelinae в новый, сформированный им род Аустроцилиндропунция, созданный для южно-американских цилиндропунций. Всего на тот момент в бакеберговском роде аустроцилинропунция было шесть секций неравного размера, включая Miquelinae. Одновременно Баккеберг посчитал необходимым указать, что подвид (Austrocylindr)opuntia miquelii v. jilesii, открытый, выделенный и привезённый им самим десятью годами ранее из предгорий северного Чили, на самом деле является точным синонимом основного вида Austrocylindropuntia miquelii и, таким образом, присвоил ему статус nomen nudum.:3576
В 1980 году немецкий ботаник Фридрих Риттер, не признавая баккеберговского рода аустроцилинропунция, создал специально для вида Opuntia miquelii отдельный род Miqueliopuntia, совпадающий со старой секцией Miquelinae Br. & R. рода Опунция. При этом он воспользовался материалами Альберта Фрича, заново открывшего этот таксон в северном Чили, включая само растение, и некоторые выводы чешского кактусиста относительно положения Opuntia miquelii в подсемействе Opuntioideae.

## Значение
Культивируется. (?) Ряд ботаников и кактусоводов-любителей называют этот вид интересным и даже «ценным» для комнатной культуры, что, в принципе, не так уж и часто для опунций, растений крупных, неудобных и трудно зацветающих в комнатных условиях.:142

## Замечания по охране
Численность экземпляров кактуса постоянно растёт. Согласно данным Международного союза охраны природы Miqueliopuntia miquelii считается видом, не имеющим угроз к исчезновению («least concern»).

## Комментарии
1. ↑  Кроме места произрастания (Южная Америка), основное отличие рода Аустроцилиндропунция от Цилиндропунций (по Баккебергу) состояло в отсутствии «предохранительных» чехольчиков на молодых центральных шипах. Такие чехлы и в самом деле являются курьёзным приспособлением, бросаются в глаза и очень запоминаются. Впрочем, это обстоятельство не дало нововведению Баккеберга долгой жизни. В настоящее время (с 1980-х годов) род аустроцилинропунция не признаётся. Он был полностью расформирован, а виды из него перекочевали в основном — в большой род Опунция, а также — уже упомянутая выше Цилиндропунция. При том приходится заметить, что и последний род также не признаётся рядом современных ботаников, а виды из него вернулись на своё прежнее место: в материнский род Опунция.
2. ↑  По некоторым версиям, риттеровский род Miqueliopuntia постигла та же участь, что и другие роды, близкие к опунции, которые были сначала выделены, а затем — за отсутствием отчётливых критериев, влиты обратно. В частности, CITES Cactaceae Checklist уже в 1990-е годы однозначно считал вид Miqueliopuntia miquelii принадлежащим к роду Опунция (с тем же видовым названием).